# فهرست بزرگ‌ترین تلسکوپ‌های بازتابی نوری
این فهرست بزرگ‌ترین تلسکوپ‌های بازتابی نوری با قطر عدسی ۳ متر یا بیشتر، بر اساس دهانه که معیاری از قدرت گردآوری نور و وضوح یک تلسکوپ بازتابی است، مرتب شده است. خود آینه‌ها می‌توانند بزرگ‌تر از دهانه باشند و برخی از تلسکوپ‌ها ممکن است ترکیبی از دهانه‌ها را از روش تداخل‌سنجی استفاده کنند. تلسکوپ‌هایی که برای استفاده به‌عنوان تداخل‌سنج نجومی طراحی شده‌اند، مانند تلسکوپ‌های کک I و II که باهم به‌عنوان تداخل‌سنج کک استفاده می‌شوند، می‌توانند به وضوح بالاتری برسند، اگر چه که بازه دید کمتری خواهند داشت. زمانی که دو آینه روی یک پایه قرار دارند همچون سیستمی که در تلسکوپ دوقلوی بزرگ (۲۲٫۸ متر) وجود دارد، فاصله ترکیبی آینه‌ها، امکان استفاده کامل‌تر از ترکیب دهانه را فراهم می‌کند.
بزرگ‌ترین همیشه به معنای بهترین تلسکوپ‌ها نیست و قدرت گردآوری نور کل سیستم نوری می‌تواند معیار ضعیفی برای عملکرد تلسکوپ باشد. تلسکوپ‌های فضایی مانند تلسکوپ فضایی هابل به خاطر بالاتر قرار گرفتن از جو زمین، می‌توانند به وضوح بالاتر و قدرت گردآوری بیشتر از طریق زمان‌های نوردهی طولانی‌تر دست یابند.
قرارگیری در نیمکره شمالی یا جنوبی زمین نیز می‌تواند محدود کند که کدام بخش از آسمان قابل مشاهده است و شرایط آب‌وهوایی در محل رصدخانه نیز بر میزان استفاده از تلسکوپ در هر سال تأثیر می‌گذارد. ترکیب آینه‌های بزرگ، مکان‌های انتخاب‌شده برای جو پایدار و شرایط آب‌وهوایی مناسب، همراه با استفاده از اپتیک فعال و اپتیک تطبیقی برای اصلاح بیشتر آشفتگی‌های جوی، به بزرگ‌ترین تلسکوپ‌های زمینی امکان می‌دهد که به وضوح بیشتری نسبت به تلسکوپ فضایی هابل دست یابند. مزیت دیگر تلسکوپ‌های زمینی، هزینه نسبتاً پایین ارتقاء و جایگزینی ابزارها است.

## جدول تلسکوپ‌های بازتابی
این فهرست بر اساس دهانه نوری مرتب شده است که از نظر تاریخی به‌عنوان معیاری مفید برای وضوح محدود، مساحت اپتیکی، اندازه فیزیکی و هزینه شناخته شده است. تلسکوپ‌هایی که از چندین آینه بر روی یک پایه استفاده می‌کنند و می‌توانند یک تصویر ترکیبی ایجاد کنند، بر اساس دهانه معادل رتبه‌بندی شده‌اند. تلسکوپ‌هایی با زاویه ثابت (مانند HET) نیز بر اساس دهانه معادل رتبه‌بندی شده‌اند. تمامی تلسکوپ‌هایی که دارای دهانه مؤثر حداقل ۳٫۰۰ متر (۱۱۸ اینچ) در طول‌موج‌های مرئی یا فروسرخ نزدیک هستند در این فهرست گنجانده شده‌اند.
| نام                                                                | تصویر | دهانه مؤثر                   | نوع آینه | کشور / پشتیبان‌ها                                                | مکان | نخستین نور                       |
| ------------------------------------------------------------------ | ----- | ---------------------------- | --- | --------------------------------------------------------------- | --- | -------------------------------- |
| تلسکوپ دوقلوی بزرگ (LBT)                                           |       | ۱۱٫۹ متر (۴۶۹ اینچ) (ترکیبی) | چندگانه دو آینه ۸٫۴ متر (۳۳۱ اینچ)                                                                              | آمریکا، ایتالیا، آلمان                                          | رصدخانه بین‌المللی گراهام، آریزونا، آمریکا                                                                              | ۲۰۰۵                             |
| تلسکوپ بزرگ جزایر قناری (GTC)                                      |       | ۱۰٫۴ متر (۴۰۹ اینچ)          | قطعه‌ای ۳۶ قطعه شش‌ضلعی                                                                                           | اسپانیا، مکزیک، آمریکا                                          | رصدخانه روکه دِ لوس موچاچوس، جزایر قناری، اسپانیا                                                                       | ۲۰۰۶                             |
| تلسکوپ هابی-ابرلی (HET)                                            |       | ۱۰ متر (۳۹۴ اینچ) (مؤثر)     | قطعه‌ای ۹۱ قطعه شش‌ضلعی × ۱ متر (۳۹ اینچ) که یک آینه ۱۱ متر × ۹٫۸ متر تشکیل می‌دهند                                | آمریکا، آلمان                                                   | رصدخانه مک‌دونالد، تگزاس، آمریکا                                                                                        | ۱۹۹۷ دهانه افزایش‌یافته در ۲۰۱۵   |
| کک ۱                                                               |       | ۱۰ متر (۳۹۴ اینچ)            | قطعه‌ای ۳۶ قطعه شش‌ضلعی                                                                                           | آمریکا                                                          | رصدخانه مونوکی، هاوایی، آمریکا                                                                                         | ۱۹۹۳                             |
| کک ۲                                                               |       | ۱۰ متر (۳۹۴ اینچ)            | قطعه‌ای ۳۶ قطعه شش‌ضلعی                                                                                           | آمریکا                                                          | رصدخانه مونوکی، هاوایی، آمریکا                                                                                         | ۱۹۹۶                             |
| تلسکوپ بزرگ آفریقای جنوبی (SALT)                                   |       | ۹٫۲ متر (۳۶۲ اینچ) (مؤثر)    | قطعه‌ای ۹۱ قطعه شش‌ضلعی × ۱ متر (۳۹ اینچ) که یک آینه ۱۱ متر × ۹٫۸ متر تشکیل می‌دهند                                | آفریقای جنوبی، آمریکا، بریتانیا، آلمان، لهستان، نیوزیلند        | رصدخانه نجومی آفریقای جنوبی، کیپ شمالی، آفریقای جنوبی                                                                  | ۲۰۰۵                             |
| تلسکوپ سوبارو (JNLT)                                               |       | ۸٫۲ متر (۳۲۳ اینچ)           | تک‌آینه‌ای | ژاپن                                                            | رصدخانه مونوکی، هاوایی، آمریکا                                                                                         | ۱۹۹۹                             |
| VLT UT1 – آنتو                                                     |       | ۸٫۲ متر (۳۲۳ اینچ)           | تک‌آینه‌ای | کشورهای ESO، شیلی                                               | رصدخانه پارانال، منطقه آنتوفاگاستا، شیلی                                                                               | ۱۹۹۸                             |
| VLT UT2 – کوئین                                                    |       | ۸٫۲ متر (۳۲۳ اینچ)           | تک‌آینه‌ای | کشورهای ESO، شیلی                                               | رصدخانه پارانال، منطقه آنتوفاگاستا، شیلی                                                                               | ۱۹۹۹                             |
| VLT UT3 – ملیپال                                                   |       | ۸٫۲ متر (۳۲۳ اینچ)           | تک‌آینه‌ای | کشورهای ESO، شیلی                                               | رصدخانه پارانال، منطقه آنتوفاگاستا، شیلی                                                                               | ۲۰۰۰                             |
| VLT UT4 – یپون                                                     |       | ۸٫۲ متر (۳۲۳ اینچ)           | تک‌آینه‌ای | کشورهای ESO، شیلی                                               | رصدخانه پارانال، منطقه آنتوفاگاستا، شیلی                                                                               | ۲۰۰۱                             |
| جمینای شمالی (گیلت)                                                |       | ۸٫۱ متر (۳۱۹ اینچ)           | تک‌آینه‌ای | ایالات متحده، بریتانیا، کانادا، شیلی، استرالیا، آرژانتین، برزیل | رصدخانه مونوکی، هاوایی، ایالات متحده                                                                                   | ۱۹۹۹                             |
| جمینای جنوبی                                                       |       | ۸٫۱ متر (۳۱۹ اینچ)           | تک‌آینه‌ای | ایالات متحده، بریتانیا، کانادا، شیلی، استرالیا، آرژانتین، برزیل | سرو پاچون (CTIO)، منطقه کوکیمبو، شیلی                                                                                  | ۲۰۰۱                             |
| تلسکوپ فضایی جیمز وب                                               |       | ۶٫۵ متر (۲۵۶ اینچ)           | تکه‌تکه‌شده ۱۸ بخش شش‌ضلعی                                                                                         | ناسا، آژانس فضایی اروپا، آژانس فضایی کانادا                     | مدار هاله در اطراف L2 خورشید-زمین                                                                                      | ۲۰۲۲                             |
| تلسکوپ ام‌ام‌تی (آینه فعلی)                                          |       | ۶٫۵ متر (۲۵۶ اینچ)           | تک‌آینه‌ای | ایالات متحده                                                    | رصدخانه فرد لارنس ویپل، آریزونا، ایالات متحده                                                                          | ۲۰۰۰                             |
| ماژلان ۱ (والتر باده)                                              |       | ۶٫۵ متر (۲۵۶ اینچ)           | تک‌آینه‌ای | ایالات متحده                                                    | رصدخانه لاس کامپاناس، منطقه آتاکاما، شیلی                                                                              | ۲۰۰۰                             |
| ماژلان ۲ (لاندون کلی)                                              |       | ۶٫۵ متر (۲۵۶ اینچ)           | تک‌آینه‌ای | ایالات متحده                                                    | رصدخانه لاس کامپاناس، منطقه آتاکاما، شیلی                                                                              | ۲۰۰۲                             |
| رصدخانه توکیو آتاکاما (TAO)                                        |       | ۶٫۵ متر (۲۵۶ اینچ)           | تک‌آینه‌ای | ژاپن                                                            | مجتمع پوریکو، بیابان آتاکاما، شیلی                                                                                     | ۲۰۲۴                             |
| BTA-6                                                              |       | ۶ متر (۲۳۶ اینچ)             | تک‌آینه‌ای | شوروی / روسیه                                                   | رصدخانه اخترفیزیکی ویژه، قره‌چای و چرکس، روسیه                                                                          | ۱۹۷۵                             |
| تلسکوپ بزرگ زنیت (LZT)                                             |       | ۶ متر (۲۳۶ اینچ)             | آینه مایع | کانادا، فرانسه، ایالات متحده                                    | ماپل ریج، بریتیش کلمبیا، کانادا                                                                                        | ۲۰۰۳ غیرفعال شده در ۲۰۱۶         |
| تلسکوپ هیل                                                         |       | ۵٫۰۸ متر (۲۰۰ اینچ)          | تک‌عددی | ایالات متحده آمریکا                                             | رصدخانه پالمار، کالیفرنیا، ایالات متحده آمریکا                                                                         | ۱۹۴۹                             |
| تلسکوپ لاموست                                                      |       | ۴٫۹ در ۳ (مؤثر)              | بخش‌دار ۳۷ بخش برای ۶٫۶۷ متر × ۶٫۰۵ متر اولیه و ۲۴ بخش برای ۵٫۷۲ متر × ۴٫۴۰ متر تصحیح‌کننده؛ قطر مؤثر ۳٫۶–۴٫۹ متر | چین                                                             | رصدخانه نجومی پکن، شینگلونگ، چین                                                                                       | ۲۰۰۸                             |
| تلسکوپ ام‌ام‌تی (اپتیک‌های اصلی) (برای نسخه فعلی به بالا مراجعه کنید) |       | ۴٫۷ در ۳ (ترکیب‌شده)          | چندگانه شش آینه ۱٫۸ در ۲                                                                                        | ایالات متحده آمریکا                                             | رصدخانه فرد لارنس ویپل، آریزونا، ایالات متحده آمریکا                                                                   | ۱۹۷۹ آینه‌ها در ۱۹۹۸ برداشته شدند |
| تلسکوپ کشف لاول                                                    |       | ۴٫۳ در ۳                     | تک‌عددی | ایالات متحده آمریکا                                             | رصدخانه لاول، هپی جک، آریزونا، ایالات متحده آمریکا                                                                     | ۲۰۱۲                             |
| تلسکوپ ویلیام هرشل                                                 |       | ۴٫۲ در ۳                     | تک‌عددی | بریتانیا، هلند، اسپانیا                                         | رصدخانه صخره بچه‌ها، جزایر قناری، اسپانیا                                                                               | ۱۹۸۷                             |
| تلسکوپ تحقیقات اخترشناسی جنوبی                                     |       | ۴٫۱ در ۳                     | تک‌عددی | ایالات متحده آمریکا، برزیل                                      | رصدخانه سرو پاچون (CTIO)، منطقه کوکیمبو، شیلی                                                                          | ۲۰۰۲                             |
| VISTA                                                              |       | ۴٫۱ در ۳                     | تک‌عددی | رصدخانه جنوبی اروپا، شیلی                                       | رصدخانه پارانال، منطقه آنتوفاگاستا، شیلی                                                                               | ۲۰۰۹                             |
| تلسکوپ ویکتور ام. بلانکو                                           |       | ۴ در ۳                       | تک‌عددی | ایالات متحده آمریکا                                             | رصدخانه بین‌المللی سررو تولولو، منطقه کوکیمبو، شیلی                                                                     | ۱۹۷۶                             |
| تلسکوپ بین‌المللی آینه مایع                                         |       | ۴ در ۳                       | آینه مایع | بلژیک، کانادا، هند، لهستان                                      | رصدخانه آرایاباتا، نینی‌تال، هند                                                                                        | ۲۰۲۲                             |
| تلسکوپ نیکلاس یو. مایال ۴ متر                                      |       | ۴ در ۳                       | تک‌عددی | ایالات متحده آمریکا                                             | رصدخانه ملی کیت پیک، آریزونا، ایالات متحده آمریکا                                                                      | ۱۹۷۳                             |
| تلسکوپ خورشیدی دانیل ک. اینو                                       |       | ۴ در ۳                       | تک‌عددی | ایالات متحده آمریکا                                             | رصدخانه هالی‌کالا، هاوایی، ایالات متحده آمریکا                                                                          | ۲۰۱۹                             |
| تلسکوپ انگلیسی-استرالیایی (AAT)                                    |       | ۳٫۸۹ در ۳                    | تک‌عددی | استرالیا، بریتانیا                                              | رصدخانه نجومی استرالیا، نیو ساوت ولز، استرالیا                                                                         | ۱۹۷۴                             |
| تلسکوپ مادون قرمز بریتانیا (UKIRT)                                 |       | ۳٫۸ در ۲                     | تک‌عددی | بریتانیا، ایالات متحده آمریکا                                   | رصدخانه مونوکی، هاوایی، ایالات متحده آمریکا                                                                            | ۱۹۷۹                             |
| تلسکوپ AEOS ۳٫۶۷ متر (AEOS)                                        |       | ۳٫۶۷ در ۳                    | تک‌عددی | ایالات متحده آمریکا                                             | ایستگاه اپتیکی نیروی هوایی ماویی، هاوایی، ایالات متحده آمریکا                                                          | ۱۹۹۶                             |
| تلسکوپ نوری ۳٫۶ متر دیواسثال (DOT)                                 |       | ۳٫۶ در ۳                     | تک‌عددی | هند                                                             | رصدخانه آرایاباتا، نینیتال، هند                                                                                        | ۲۰۱۶                             |
| تلسکوپ ملی گالیله (TNG)                                            |       | ۳٫۵۸ در ۳                    | تک‌عددی | ایتالیا                                                         | رصدخانه صخره بچه‌ها، جزایر قناری، اسپانیا                                                                               | ۱۹۹۷                             |
| تلسکوپ نیو تکنولوژی (NTT)                                          |       | ۳٫۵۸ در ۳                    | تک‌عددی | رصدخانه جنوبی اروپا                                             | رصدخانه لا سیلا، منطقه کوکیمبو، شیلی                                                                                   | ۱۹۸۹                             |
| تلسکوپ کانادا-فرانسه-هاوایی (CFHT)                                 |       | ۳٫۵۸ در ۳                    | تک‌عددی | کانادا، فرانسه، ایالات متحده آمریکا                             | رصدخانه مونوکی، هاوایی، ایالات متحده آمریکا                                                                            | ۱۹۷۹                             |
| تلسکوپ ۳٫۶ متر رصدخانه جنوبی اروپا                                 |       | ۳٫۵۷ در ۳                    | تک‌عددی | رصدخانه جنوبی اروپا                                             | رصدخانه لا سیلا، منطقه کوکیمبو، شیلی                                                                                   | ۱۹۷۷                             |
| اینستیتوی اخترشناسی ماکس پلانک-CAHA 3.5 m                          |       | ۳٫۵ متر (۱۳۸ اینچ)           | تک‌تلسکوپ | آلمان غربی، اسپانیا                                             | رصدخانه کلال آلتو، آلمریا، اسپانیا                                                                                     | ۱۹۸۴                             |
| استارفایر ۳٫۵ متری                                                 |       | ۳٫۵ متر (۱۳۸ اینچ)           | تک‌تلسکوپ | ایالات متحده آمریکا                                             | رصدخانه استارفایر، نیومکزیکو، ایالات متحده آمریکا                                                                      | ۱۹۹۴                             |
| تلسکوپ WIYN                                                        |       | ۳٫۵ متر (۱۳۸ اینچ)           | تک‌تلسکوپ | ایالات متحده آمریکا                                             | رصدخانه ملی کیت‌پیک، آریزونا، ایالات متحده آمریکا                                                                       | ۱۹۹۴                             |
| تلسکوپ نظارت فضایی                                                 |       | ۳٫۵ متر (۱۳۸ اینچ)           | تک‌تلسکوپ | ایالات متحده آمریکا، استرالیا                                   | حوزه موشکی وایت سندز، نیومکزیکو، ایالات متحده آمریکا انتقال به ایستگاه ارتباطات دریایی هارولد ای. هولت، استرالیا غربی. | ۲۰۱۱ انتقال ۲۰۲۰                 |
| تلسکوپ آپاچی پوینت (ARC)                                           |       | ۳٫۴۸ متر (۱۳۷ اینچ)          | تک‌تلسکوپ | ایالات متحده آمریکا                                             | رصدخانه آپاچی پوینت، نیومکزیکو، ایالات متحده آمریکا                                                                    | ۱۹۹۴                             |
| رصدخانه ملی ایران (INO340)                                         |       | ۳٫۴ متر (۱۳۰ اینچ)           | تک‌تلسکوپ | ایران                                                           | گرگش، استان اصفهان، ایران                                                                                              | ۲۰۲۲                             |
| تلسکوپ شین                                                         |       | ۳٫۰۵ متر (۱۲۰ اینچ)          | تک‌تلسکوپ | ایالات متحده آمریکا                                             | رصدخانه لیک، کالیفرنیا، ایالات متحده آمریکا                                                                            | ۱۹۵۹                             |
| تلسکوپ فروسرخ ناسا                                                 |       | ۳٫۰ متر (۱۱۸ اینچ)           | تک‌تلسکوپ | ایالات متحده آمریکا                                             | رصدخانه مونوکی، هاوایی، ایالات متحده آمریکا                                                                            | ۱۹۷۹                             |
| تلسکوپ ناسا-ام‌تی                                                   |       | ۳ متر (۱۱۸ اینچ)             | مایعی | ایالات متحده آمریکا                                             | رصدخانه بقایای مداری ناسا، نیومکزیکو، ایالات متحده آمریکا                                                              | ۱۹۹۵ غیرفعال‌شده ۲۰۰۲             |

این جدول تمامی بزرگ‌ترین آینه‌های تولید شده را شامل نمی‌شود. برای مثال آزمایشگاه آینه‌های رصدخانه استوارد، کالیبراتور ۶٫۵ متر (f/1.25) را که در مجموعه آزمایش و یکپارچه‌سازی اپتیکال بزرگ لاک‌هید مارتین برای آزمایش‌های اپتیکال خلأ دیگر تلسکوپ‌ها استفاده می‌شود، تولید کرده است.
آینه‌های چند تکه‌ای که به‌عنوان آینه‌های موزاییکی شناخته می‌شوند. آینه‌های یک‌تکه نیز به‌عنوان آینه‌های مونو لیتیک شناخته می‌شوند و می‌توانند در انواعی چون آینه‌های جامد یا لانه‌زنبوری تقسیم شوند.

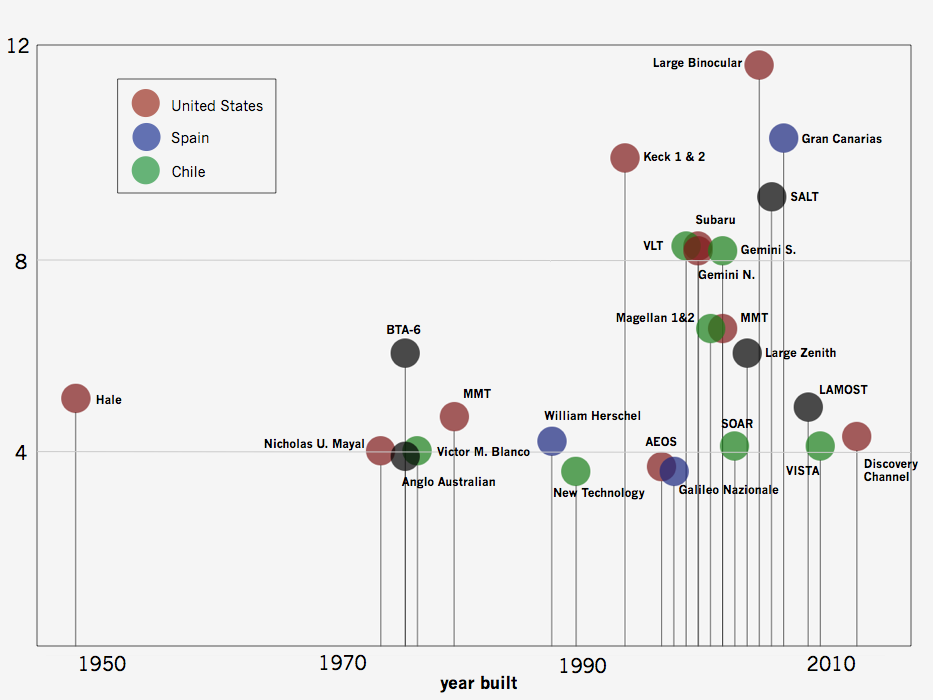
برای بزرگ‌ترین تلسکوپ‌های بازتابی در سطح کره زمین، افقی سال ساخت را نشان می‌دهد و عمودی اندازه آینه را بر حسب متر نشان می‌دهد. کشورهایی که چندین تلسکوپ از این نوع دارند، برای شناسایی به رنگ کدگذاری شده‌اند.

## فهرست زمانی بزرگ‌ترین تلسکوپ‌ها
این تلسکوپ‌ها در زمان ساخت خود بزرگ‌ترین تلسکوپ‌ها در جهان بوده‌اند، بر اساس همان معیارهای قطر اپتیکی که در بالا ذکر شد.
| سال‌های بزرگ‌ترین | نام                     | خارج | داخل | قطر (متر) | مساحت (متر2) | آینه M1                        | یادداشت                                            | ارتفاع (متر) |
| --------------- | ----------------------- | ---- | ---- | --------- | ------------ | ------------------------------ | -------------------------------------------------- | ------------ |
| ۲۰۰۹–اکنون      | تلسکوپ بزرگ جزایر قناری |      |      | ۱۰٫۴      | ۷۴           | ۳۶ × ۱٫۹ متر آینه‌های شش‌ضلعی M1 | آینه بخش‌شده                                        | ۲۲۶۷         |
| ۱۹۹۳–۲۰۰۹       | تلسکوپ کک               |      |      | ۱۰        | ۷۶           | ۳۶ × ۱٫۸ متر آینه‌های شش‌ضلعی M1 | آینه بخش‌شده، M1 f/1.75                             | ۴۱۴۵         |
| ۱۹۷۶–۱۹۹۳       | بی‌تی‌ای-۶                |      |      | ۶         | ۲۶           | ۶۰۵ سانتی‌متر f/۴ آینه M1       | آینه دوبار تعویض شد                                | ۲۰۷۰         |
| ۱۹۴۸–۱۹۷۶       | تلسکوپ هیل              |      |      | ۵٫۱       | –            | ۵۰۸ سانتی‌متر f/۳٫۳ آینه M1     | گنبد آرت دکو                                       | ۱۷۱۳         |
| ۱۹۱۷–۱۹۴۸       | تلسکوپ هوکر             |      |      | ۲٫۵۴      | –            |                                | همچنین برای اولین بار از تداخل‌سنجی نوری استفاده شد | ۱۷۴۲         |

## تلسکوپ‌های آینده

### در حال ساخت

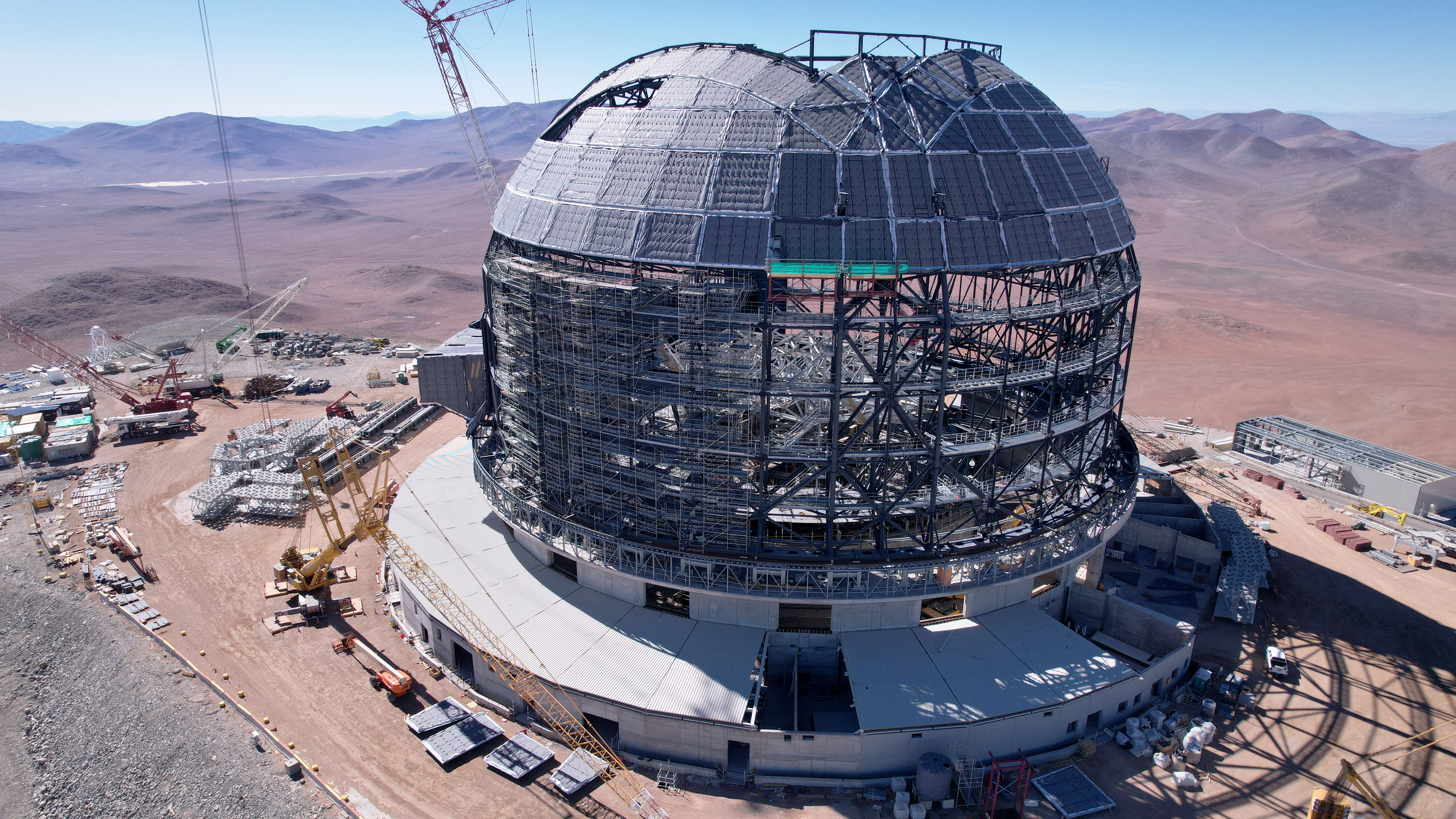
تلسکوپ تلسکوپ فوق‌العاده بزرگ در حال ساخت در ژوئن ۲۰۲۴

این تلسکوپ‌ها در حال ساخت هستند و پس از تکمیل، معیارهای فهرست را برآورده خواهند کرد:
- تلسکوپ فوق‌العاده بزرگ، شیلی – ۳۹٫۳ متر. ساخت آن در سال ۲۰۱۸ آغاز شد و اولین نور برای سال ۲۰۲۸ برنامه‌ریزی شده است.[۱۹]
- تلسکوپ سی متری، هاوایی، ایالات متحده – ۳۰ متر. ساخت آن در سال ۲۰۱۴ آغاز شد اما در سال ۲۰۱۵ متوقف شد؛ تا تاریخ ۲۰۲۲ هنوز از سر گرفته نشده است.[۲۰]
- تلسکوپ مجلل غول‌پیکر، شیلی – هفت آینه ۸٫۴ متر در یک پایه. این ترکیب یک قطر مؤثر معادل با آینه‌ای به قطر ۲۱٫۴ متر و قدرت تفکیک معادل با آینه‌ای به قطر ۲۴٫۵ متر فراهم می‌آورد. اولین نور برای سال ۲۰۲۹ برنامه‌ریزی شده است.[۲۱]
- رصدخانه ورا روبین، شیلی – ۸٫۴ متر. اولین نور برای سال ۲۰۲۵ برنامه‌ریزی شده است.[۲۲]
- تلسکوپ سان پدرو مارتیر، باخا کالیفرنیا، مکزیک – ۶٫۵ متر. اولین نور برای سال ۲۰۲۳ برنامه‌ریزی شده است.[۲۳]
- اینترفرومتر رصدخانه ماگدالنا ریدج، نیومکزیکو، ایالات متحده – آرایه‌ای از اینترفرومتر نوری با ده تلسکوپ ۱٫۴ متر. قدرت جمع‌آوری نور معادل با یک آینه ۴٫۴ متر است. اولین تلسکوپ در سال ۲۰۱۶ نصب شد؛ ساخت آن در سال ۲۰۱۹ به دلیل کمبود بودجه متوقف شد[۲۴] و هنوز از سر گرفته نشده است.
- رصدخانه ملی تیمائو، اندونزی – ۳٫۸ متر. پیش‌بینی می‌شود ساخت آن در سال ۲۰۲۳ تکمیل شود.[۲۵]

### پیشنهادی

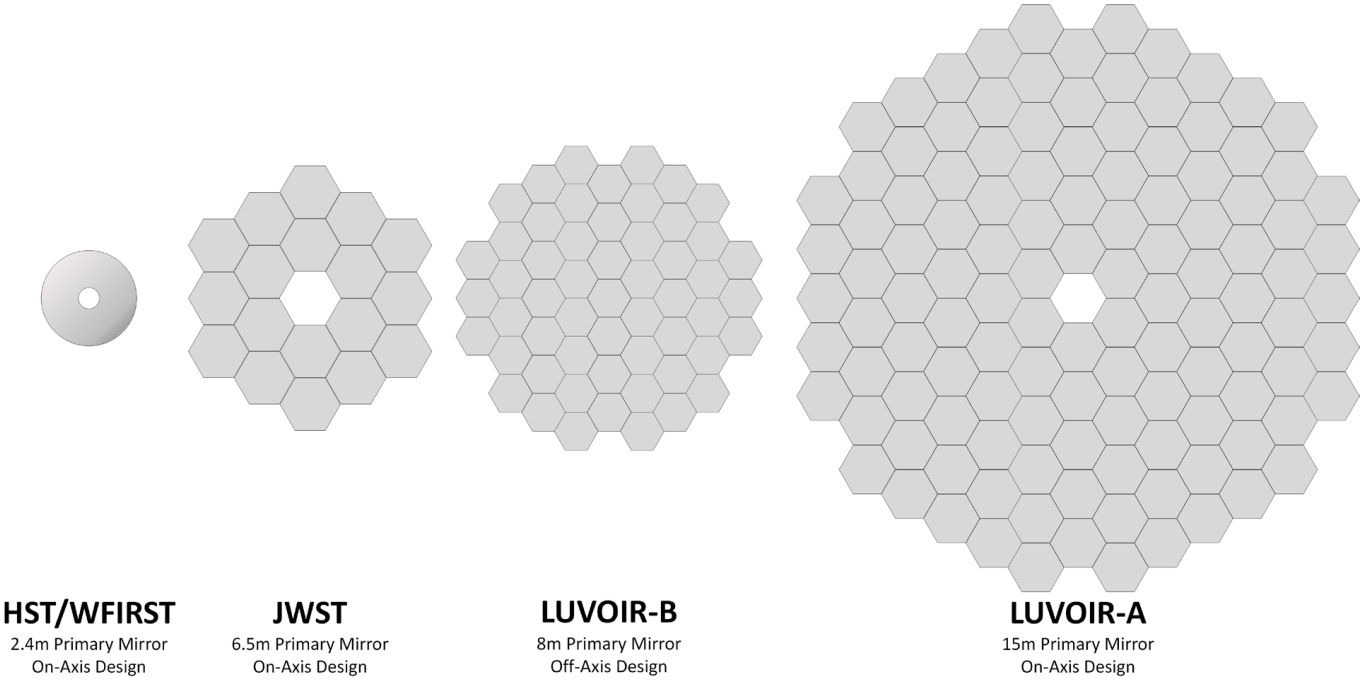
مقایسه مقیاس بین آینه‌های اصلی تلسکوپ فضایی هابل، تلسکوپ فضایی جیمز وب.

تلسکوپ‌های بزرگ انتخاب‌شده که در مراحل طراحی دقیق یا پیش‌ساخت قرار دارند:
- مشتاق‌بین فضایی نور فرابنفش-نوری-مادون قرمز (LUVOIR)، تلسکوپ فضایی پیشنهادی برای پرتاب در اواسط دهه ۲۰۳۰.
- تلسکوپ پیمایشی چندگانه (MUST)، تلسکوپ پیمایشی ۶٫۵ متر طیفی.[۲۶]
- تلسکوپ خورشیدی غول‌پیکر چین (CGST)، تلسکوپ خورشیدی نوری و مادون قرمز با قدرت جمع‌آوری نور معادل با آینه‌ای به قطر ۵ متر.[۲۷][۲۸]
- پروب مایع پیشرفته نجوم، کیهان‌شناسی و سیارک‌ها (ALPACA)، تلسکوپ پیشنهادی ۸ متری زمینی توسط آرلین کروتس از دانشگاه کلمبیا.[۲۹][۳۰]